# Риль, Бертольд
Бертольд Мориц Риль (нем. Berthold Moritz Riehl; 10 июня 1858, Мюнхен — 5 апреля 1911, Мюнхен) — немецкий историк искусства.
Бертольд Мориц Риль родился в семье историка культуры, социолога и писателя, тайного советника и профессора Мюнхенского университета Вильгельма Генриха Риля и его первой жены, певицы Берты, урождённой фон Нолль (1824—1894). Бертольд Риль в 1878 году окончил Максимилианскую гимназию (Maximiliansgymnasium) в Мюнхене. Изучал историю искусств в университетах Вены и Мюнхена. В 1883 году получил докторскую степень по философии за диссертацию «Святой Михаил и Святой Георгий в изобразительном искусстве».
С 1887 года Риль читал лекции по эстетике и истории искусства в Мюнхенской академии изобразительных искусств. С 1890 года преподавал в качестве адъюнкт-профессора, с 1898 года как профессор истории искусств Университета Людвига Максимилиана в Мюнхене (Ludwig-Maximilians-Universität München), обойдя претендовавшего на эту должность Генриха Вёльфлина. С 1898 года был членом Баварской академии наук.
В 1884 году Бертольд Риль женился на Мари Анне Маргарете Петри из Касселя, дочери юриста Вильгельма Петри. Два сына от этого брака, Вильгельм и Бертольд, умерли в детстве.
После того, как известные учёные: Людвиг фон Шорн, Андреас Флориан Мейлингер и Мориц Каррьер закончили чтение лекций по истории искусства в Университете Людвига Максимилиана, Риль стал первым профессором истории искусства в этом университете. В 1890 году он основал отдельный факультет истории искусства. Это событие стало важным этапом на пути становления истории искусства как самостоятельной университетской дисциплины. Работа Бертольда Риля была сосредоточена на исследованиях региональной баварской истории искусства. Его научные интересы были направлены на поиск особенностей баварского художественного менталитета. В деятельности его последователей: Генриха Вёльфлина, занявшего университетскую должность после кончины Риля в 1911 году, Вильгельма Пиндера и Ганса Янцена сфера интересов историков искусства распространилась на всю романоязычную территорию.
Созданный Рилем «Семинар по истории искусства и собрание гравюр на меди» (Kunsthistorisches Seminar und Kupferstichsammlung) стал прообразом возникшего в 1890 году «Института истории искусства в Университете Людвига-Максимилиана в Мюнхене» (Institut für Kunstgeschichte Ludwig-Maximilians-Universität München). С 1892 года Риль был соредактором ежегодника «Памятники культуры Верхней Баварии» (Die Kunstdenkmale des Regierungsbezirks Oberbayern).
В 1888 году лекции Риля слушал Аби Варбург, одним из его учеников был Пауль Франкль.

## Основные работы
- Святой Михаил и Святой Георгий в изобразительном искусстве. Диссертация (Sanct Michael und Sanct Georg in der bildenden Kunst). 1883
- История нравственного образа в немецком искусстве до смерти Питера Брейгеля Старшего (Geschichte des Sittenbildes in der deutschen Kunst bis zum Tode Pieter Breughel des Aelteren). 1884
- К истории баварского искусства: Древнейшие памятники баварской живописи (Zur bayrischen Kunstgeschichte: Die ältesten Denkmale der bayrischen Malerei). 1885
- Памятники раннесредневековой архитектуры Баварии, Баварской Швабии, Франконии и Пфальца (Denkmale frühmittelalterlicher Baukunst in Bayern, bayerisch Schwaben, Franken und der Pfalz). 1888
- Немецкие и итальянские художественные характеры (Deutsche und italienische Kunstcharaktere). 1893
- Баварская мелкая пластика раннего романского периода (Die bayerische Kleinplastik der frühromanischen Periode). 1894
- Очерки истории баварской живописи XV века (Studien zur Geschichte der bayerischen Malerei des 15. Jahrhunderts). 1895
- От Дюрера до Рубенса: историческое исследование немецкой и голландской живописи XVI века (Von Dürer zu Rubens: eine geschichtliche Studie über die deutsche und niederländische Malerei des 16. Jahrhunderts). 1900
- История каменной и деревянной скульптуры в Верхней Баварии: с XII до середины XV века (Geschichte der Stein- und Holzplastik in Ober-Bayern: vom 12. bis zur Mitte des 15. Jahrhunderts). 1902
- Мюнхенская пластика на рубеже Средневековья и эпохи Возрождения (Die Münchener Plastik in der Wende vom Mittelalter zur Renaissance). 1904
- Интернациональные и национальные особенности в развитии немецкого искусства Internationale und nationale Züge in der Entwicklung der deutschen Kunst). 1906
- Исследования миниатюр голландских молитвенников 15-16 веков в Баварском национальном музее, а также в Придворной и Государственной библиотеках в Мюнхене (Studien über Miniaturen niederländischer Gebetbücher des 15. und 16. Jahrhunderts im Bayerischen National-Museum und in der Hof- und Staatsbibliothek zu München). 1907
- Долина Дуная в Баварии: тысячелетие немецкого искусства (Bayerns Donautal: tausend Jahre deutscher Kunst). 1912